# Stachybotrys chartarum

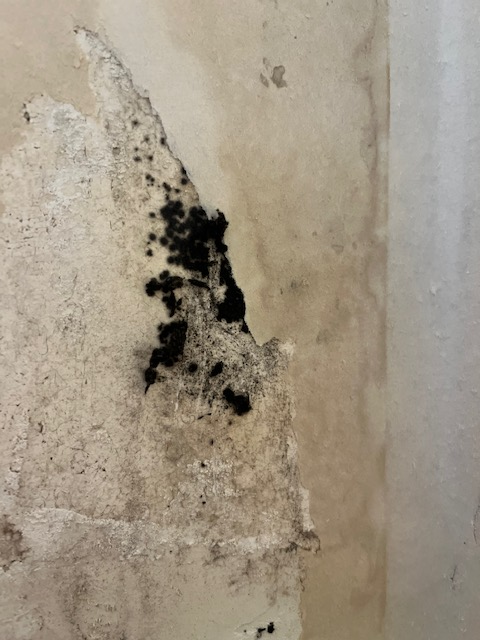
Pleśń na ścianie wywołana przez Stachybotrys chartarum

Stachybotrys chartarum – gatunek grzyba z rzędu rozetkowców (Hypocreales). Jest to czarna pleśń mająca szkodliwy wpływ na zdrowie człowieka. Gatunek ten wzbudził duże zainteresowanie, ponieważ wytwarza jedne z najsilniejszych znanych mykotoksyn.
Istnieją dwa toksyczne chemotypy S. chartarum. Pierwszy bardziej toksyczny zawierający makrocykliczne trichoteceny i drugi wytwarzający atranony oraz proste trichoteceny, które nie są makrocykliczne. Do zakażenia trichotecenami może dochodzić drogą pokarmową, oddechową bądź przez skórę.

## Systematyka
Pozycja w klasyfikacji według Index Fungorum: Stachybotryaceae, Hypocreales, Hypocreomycetidae, Sordariomycetes, Pezizomycotina, Ascomycota, Fungi
Po raz pierwszy opisał go w 1818 r. Christian Gottfried Ehrenberg, nadając mu nazwę Stilbospora chartarum. Obecną, uznaną przez Index Fungorum nazwę nadał mu Stanley John Hughes w 1958 r.
Synonimy:
- Oospora chartarum (Ehrenb.) Wallr. 1833
- Sporocybe lobulata Berk. 1841
- Stachybotrys atrogriseus Ellis & Everh. 1888
- Stachybotrys atrus Corda 1837
- Stachybotrys atrus f. lobulatus Verona 1939
- Stachybotrys atrus var. brevicaulis Verona [as 'brevicaule'] 1939
- Stachybotrys lobulatus (Berk.) Berk. 1860
- Stachybotrys lobulatus var. angustisporus C. Moreau & Moreau 1941
- Stachybotrys lobulatus var. macrus Pidopl. 1953
- Stachybotrys scaber Cooke & Harkn. 1884
- Stilbospora chartarum Ehrenb. 1818[3].

## Morfologia
S. chartarum ma w rzeczywistości oliwkowo-czarny kolor (początkowo grzybnia może być nawet szarobiała). Gatunek jest niezwykle zróżnicowany jeśli chodzi o morfologię.
Często mylony z Chaetomium globosum, który na ścianie objawia się w postaci drobnych czarnych kropek, podczas gdy S. chartarum przypomina gładką, czarną plamę.
Rozmiary fialid obserwowane w licznych badaniach były często mniejsze niż te opisane w literaturze naukowej. Zwykle jednak mieszczą się w granicy 9-14 × 4–6 μm, zakończone są uwypukleniem. Również konidia wykazują znaczące różnice w wielkości szczególnie w szerokości np. w pracach z 1976 r. i 1993 r. 7-12 × 4–6 μm i z 1971 r. 8-11 × 5–10 μm. Ich kolor oraz wygląd powierzchni jest inny w zależności od dojrzałości. Niedojrzałe konidia są szkliste a dojrzałe ciemne, oliwkowo-szare, nieprzezroczyste, od gładkich po chropowate z brodawkami. Mają kształt owalny lub elipsoidalny.
Takie różnice w wielkości i kształcie sprawiają, że identyfikacja osobników tego gatunku jest trudna. Możliwe, że w przyszłości na podstawie tych rozbieżności osobniki będą klasyfikowane jako oddzielne podgatunki.

## Wzrost i rozwój
Zalicza się do grzybów, u których nie zaobserwowano do tej pory stadium rozmnażania płciowego. Produkuje konidia w główkach pokrytych śluzem. Spory mogą nie wyrosnąć i przetrwać w spoczynku przez dziesięciolecia.
Rośnie dosyć wolno i na początku jego obecność i rzeczywiste stężenie jego konidiów może być ukryte przez szybciej rozwijające się oraz bardziej widoczne gatunki pleśni. Mimo to S. chartarum ostatecznie zarasta inne formy.
Jest to grzyb o bardzo wysokiej aktywności celulolitycznej, jego rozwój obserwuje się w warunkach niskiego stężenia azotu.

## Występowanie
Po raz pierwszy gatunek został znaleziony w ścianach domu w Pradze w 1837 r. przez czeskiego mykologa A.C.J. Corda. Czasem można go znaleźć w glebie, ziarnie zbóż, nasionach oleistych, orzechach, suszonych owocach czy słomie, jednak znacznie częściej spotykana jest na materiałach budowlanych o dużej zawartości celulozy oraz w domach zalanych czy narażonych na zawilgocenie. Nie pojawia się na plastiku, winylu, betonie i płytkach ceramicznych. Obecnie uważa się, że S. chartarum jest odpowiedzialny za tzw. syndrom chorego budynku (SBS).
Łatwym sposobem weryfikacji jego obecności na badanym materiale jest pobranie konidiów na wilgotny filtr celulozowy. W przeciągu tygodnia możliwe jest wówczas zaobserwowanie rozwoju zarodników na szalce petriego. Umożliwia to odróżnienie go od innych grzybów, nieposiadających zdolności do rozkładu celulozy.

## Wpływ na zdrowie zwierząt
Pierwsze przypadki schorzeń wywołanych przez S. chartarum odnotowano w latach 30. XX w. na terenie Związku Radzieckiego. Dotyczyły zwierząt gospodarskich i zostały określone terminem stachybotrytoksykoza. Między innymi u koni spożycie skażonej paszy spowodowało objawy nerwowe, zapaść krążeniową i śmierć. Badania wykazały, że te makrocykliczne trichoteceny wywoływały zapalenia nosa i mózgu u myszy. Ponadto, spowodowały spadek odsetka ciężarnych myszy. Dodatkowo, statystycznie istotne różnice zaobserwowano w częstości martwych i karłowatych płodów.

## Wpływ na zdrowie człowieka
S. chartarum został po raz pierwszy wyizolowany w stanie Texas (USA) z płuc dziecka chorego na hemosyderozę płuc. W latach 1993–1994 stwierdzono 37 przypadków samoistnej płucnej hemosyderozy – IPH (idiopatic pulmonary hemosiderosis) u mieszkańców Cleveland (Ohio, USA). Pleśń wytwarza czynniki indukujące rozwój IPH oraz bardzo toksyczne makrocykliczne trichoteceny o działaniu mutagennym, które są również inhibitorami translacyjnymi oraz aktywatorami kinazy stresowej (tzw. kinazy aktywowanej stresem). Trichoteceny mogą powodować uszkodzenie ośrodkowego układu nerwowego, szpiku kostnego, a także wpływać niekorzystnie na narządy. Źle wpływają na błony śluzowe, powodując martwicę, obrzęk warg, języka i błon policzkowych, a także biegunkę. W skrajnych przypadkach zatrucie może spowodować krwotok ogólnoustrojowy, posocznicę i śmierć. Wykazano, że S. chartarum może wytwarzać proteinazy, hemolizyny i β-glukan, które mogą wywołać efekty patofizjologiczne. Ponadto grzyb jest zdolny do produkcji m.in. stachylizyny, czyli hemolitycznego białka powodującego rozpad erytrocytów. W przypadku kontaktu z pleśnią drogą oddechową objawami są krwotoki z nosa i podrażnienie oczu. Szczególnie groźny jest dla noworodków poniżej 6 miesiąca życia – może powodować krwotoki z płuc. Stanowi też poważne zagrożenie dla osób z osłabionym układem odpornościowym i skłonnością do alergii dróg oddechowych.